# Denys Calvaert

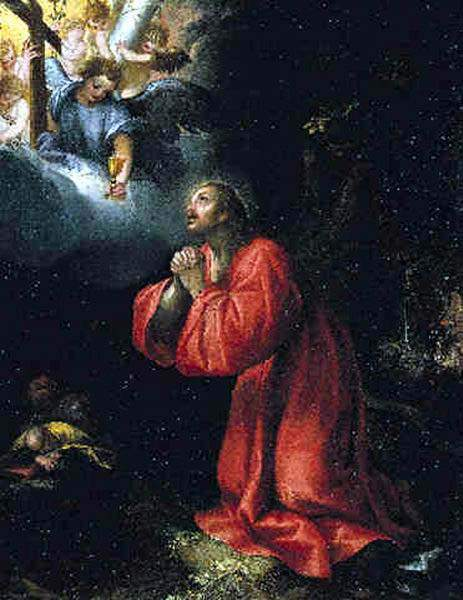
Agonia en el Jardí de Getsemaní

Denys Calvaert o Denis Calvaert (Anvers 1540-1619) fou un pintor flamenc que va desenvolupar la part més important de la seva activitat a Itàlia, on va ser conegut com Il Fiammingo (el flamenc).
Es va establir a Bolonya, on se'l considera membre integrant de l'Escola Bolonyesa. Les seves principals obres poden contemplar-se a Bolonya, Florència, Sant Petersburg, Parma i Caen.